# Andenhausen
Andenhausen è una frazione della città tedesca di Kaltennordheim.